# Hornos púnicos y fenicios de San Fernando
El conjunto arqueológico de los hornos púnicos y fenicios descubiertos en 1987 por el Grupo Municipal de Arqueología de San Fernando, está situado en San Fernando (Cádiz, España). Estos restos de hornos alfareros de origen fenicio y cartago-púnico se encuentran expuestos en la Plaza de los hornos púnicos y fenicios, una rotonda formada por la encrucijada de tres calles al noroeste de la ciudad.
En este enclave, en el interior de varias estructuras metálicas y acristaladas, se muestran el alfar tardo-púnico de Torre Alta y dos de los cuatro grandes hornos del complejo descubierto en 1998 de hornos fenicios del Sector III de Camposoto; los dos de menor tamaño se encuentran en el Museo Histórico Municipal de San Fernando.
Estos dos complejos de talleres, datados entre los siglos VI al I a. C., se dedicaban a la fabricación de ánforas y otros recipientes para el transporte de conservas de pescado, así como objetos de uso cotidiano y cerámicas protocampanienses.